# Holden (Alberta)
Pour les articles homonymes, voir Holden.

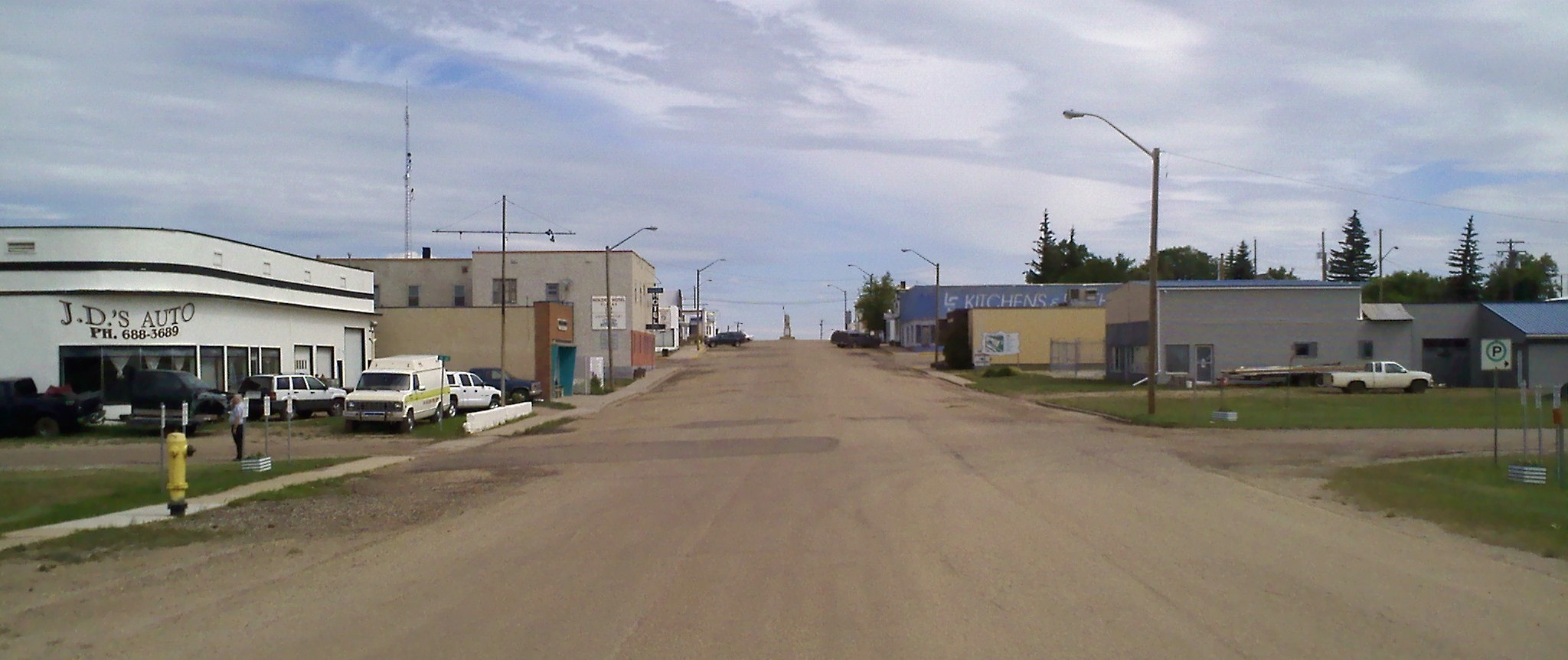
Rue principale

Holden est un village situé dans le comté de Beaver en Alberta au Canada. Il est situé au sud de Vegreville. Il est nommé en l'honneur de l'ancien député provincial James Holden.

## Démographie
| 2001 | 2006 | 2011 | 2016 |
| ---- | ---- | ---- | ---- |
| 374  | 398  | 381  | 350  |